# Aleksandr Torochow
Aleksandr Torochow, ros. Александр Торохов (ur. 30 kwietnia?/13 maja 1902 we wsi Ziatcy, zm. 10 marca 1976) – generał major Wojskowych Sił Powietrznych ZSRR, generał brygady ludowego Wojska Polskiego.

## Życiorys
W 1924 roku rozpoczął służbę w Armii Czerwonej. W czasie wojny niemiecko-radzieckiej pełnił służbę w lotnictwie Dalekowschodniego Okręgu Wojskowego i Frontu Dalekowschodniego. 12 maja 1949 roku został mianowany generałem majorem. W okresie od 29 kwietnia 1950 roku do 3 czerwca 1957 roku pełnił służbę w Wojsku Polskim na stanowiskach: głównego inżyniera-szefa służby inżynieryjnej Wojsk Lotniczych, głównego inżyniera Wojsk Lotniczych-zastępcy dowódcy Wojsk Lotniczych do spraw inżynieryjno-eksploatacyjnych i głównego inżyniera Wojsk Lotniczych i OPL Obszaru Kraju-zastępcy dowódcy Wojsk Lotniczych i OPL Obszaru Kraju do spraw inżynieryjno-eksploatacyjnych. 18 czerwca 1957 roku został oddany do dyspozycji szefa Głównego Zarządu Kadr Armii Radzieckiej.

## Ordery i odznaczenia
- Order Sztandaru Pracy II klasy (1952)
- Krzyż Komandorski Orderu Odrodzenia Polski (1957)
- Order Lenina
- Order Czerwonego Sztandaru - trzykrotnie
- Order Czerwonej Gwiazdy